# Per Berlin
Per Berlin, född 1 augusti 1921 i Södra Sandby, Skåne, död 22 december 2011 i Landskrona, Skåne, var en svensk brottare. Han blev olympisk silvermedaljör i fri stil 73 kg i Helsingfors 1952 och bronsmedaljör i grekisk-romersk stil 73 kg i Melbourne 1956, där han även var fyra i fri stil.